# Рюмино-Красноярский
Рюмино-Красноярский — хутор в Калачёвском районе Волгоградской области России. Входит в состав Ильевского сельского поселения. Население 132 чел. (2010) .

## История
В соответствии с Законом Волгоградской области от 20 января 2005 года № 994-ОД «Об установлении границ и наделении статусом Калачёвского района и муниципальных образований в его составе» , хутор вошёл в состав образованного Ильевского сельского поселения. 

## География
Расположен в юго-западной части региона, в степной зоне, в пределах Ергенинской возвышенности, относящейся к Восточно-Европейской равнине, у р. Дон. 
Абсолютная высота 42 метра над уровнем моря.
Уличная сеть
состоит из 17 географических объектов двух типов:
- Переулки: Березовый пер.,  Донской пер.,  Песчаный пер.,  Рыбацкий пер.,  Сосновый пер.,  Степной пер.
- Улицы: ул. Береговая,  ул. Березовая,  ул. Донская,  ул. Казачья,  ул. Молодежная,  ул. Набережная,  ул. Песчаная,  ул. Рюминская,  ул. Сосновая,  ул. Степная,  ул. Центральная

## Население
| 2010 |
| ---- |
| 132  |

Гендерный состав
По данным Всероссийской переписи населения 2010 года в гендерной структуре населения из 132 жителей  мужчин и женщин — по 66 человек (50 % каждая когорта).
Национальный состав
Согласно результатам переписи 2002 года, в национальной структуре населения
русские составляли 76 % из общей численности населения в 158 чел. .

## Инфраструктура
Личное подсобное хозяйство. 

## Транспорт
Просёлочные дороги. 